# Ямхил (град, Орегон)
Ямхил (на английски: Yamhill) е град в окръг Ямхил, щата Орегон, САЩ. Ямхил е с население от  1147 (2020) г. и обща площ от 1 km². Намира се на 55,5 m надморска височина. ЗИП кодът му е 97148, а телефонният му код е 503.

## Климат
Характеризира се с топло (но не горещо) и сухо лято, без средни месечни температури над 22,0 °C. Ямхил има топъл летен средиземноморски климат.